# アチンスク市電
アチンスク市電（ロシア語: Ачинский трамвай）は、ロシア連邦のアチンスクに存在する路面電車。2020年現在はアチンスク市の完全子会社であるアチンスク都市電気交通（МУП «Ачинский городской электрический транспорт» ）によって運営される。

## 概要
ロシア連邦の工業都市・アチンスク市内を走る路面電車。ソビエト連邦（ソ連）時代の1967年4月15日に開通した。2020年時点の総延長は14.2 kmで「Y」字形の路線網を有し、以下の3つの系統が運行している。運賃は2016年以降16ルーブルに設定されている。
| 系統番号 | 起点                      | 終点                  | 備考  |
| -------- | ------------------------- | --------------------- | ----- |
| 1        | Молодежный центр «Сибирь» | ОАО АГК               | [ 9 ] |
| 2        | Молодежный центр «Сибирь» | ЗФА                   | [ 9 ] |
| 3        | Молодежный центр «Сибирь» | Трамвайное управление | [ 9 ] |

2020年現在の主力車両はウスチ＝カタフスキー車両製造工場で製造されたKTM-5で、1992年まで導入が行われ、2008年以降は車体の改修や回生ブレーキの搭載などの更新工事が実施されている。ソ連崩壊後は長期に渡って車両の増備が途絶えていたが、2019年にモスクワ市電で使用されていたKTM-19が無償で10両譲渡されており、翌2020年以降営業運転へ投入されている。

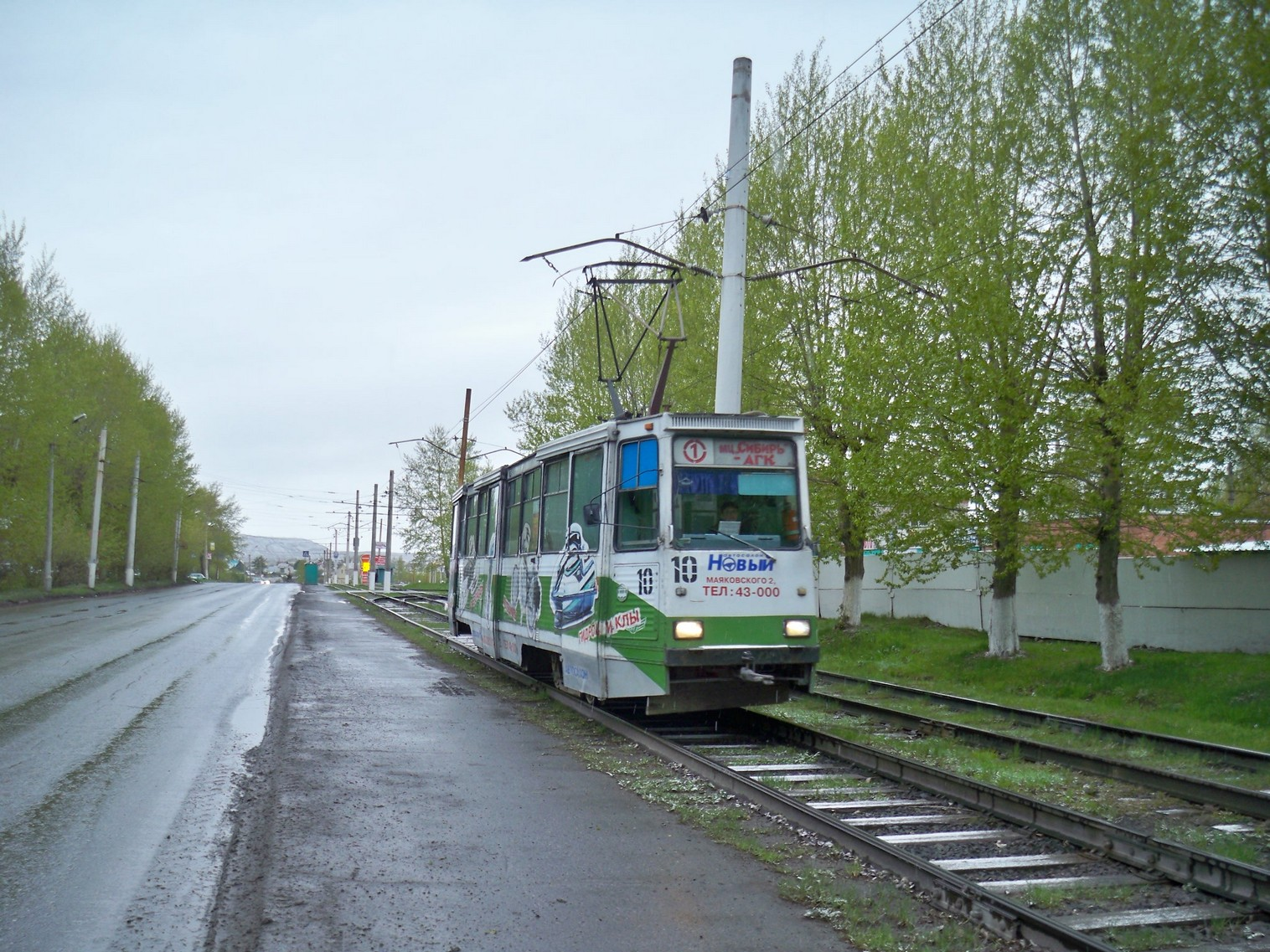
KTM-5（2013年撮影）
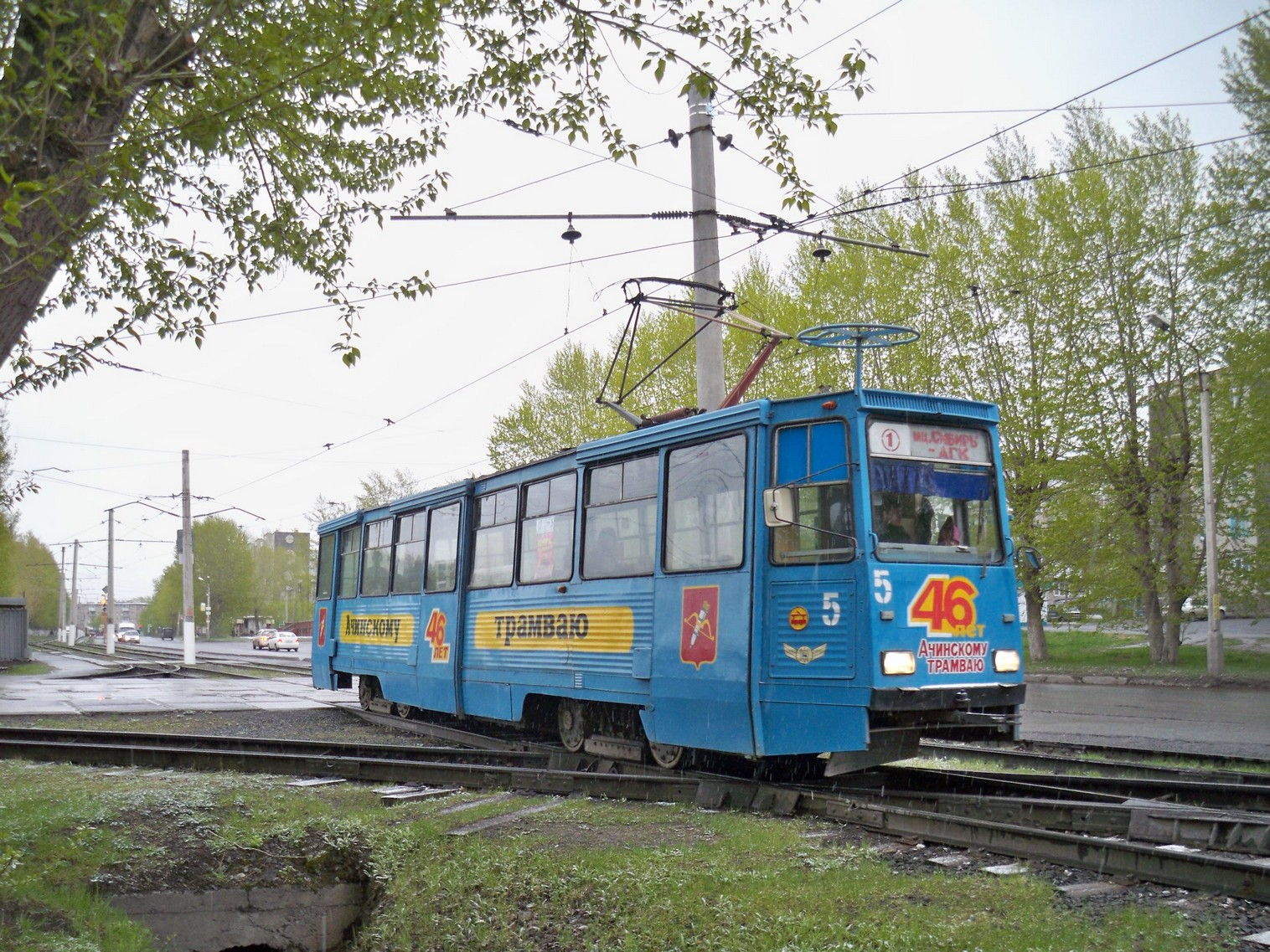
KTM-5（開通46周年記念塗装、2013年撮影）
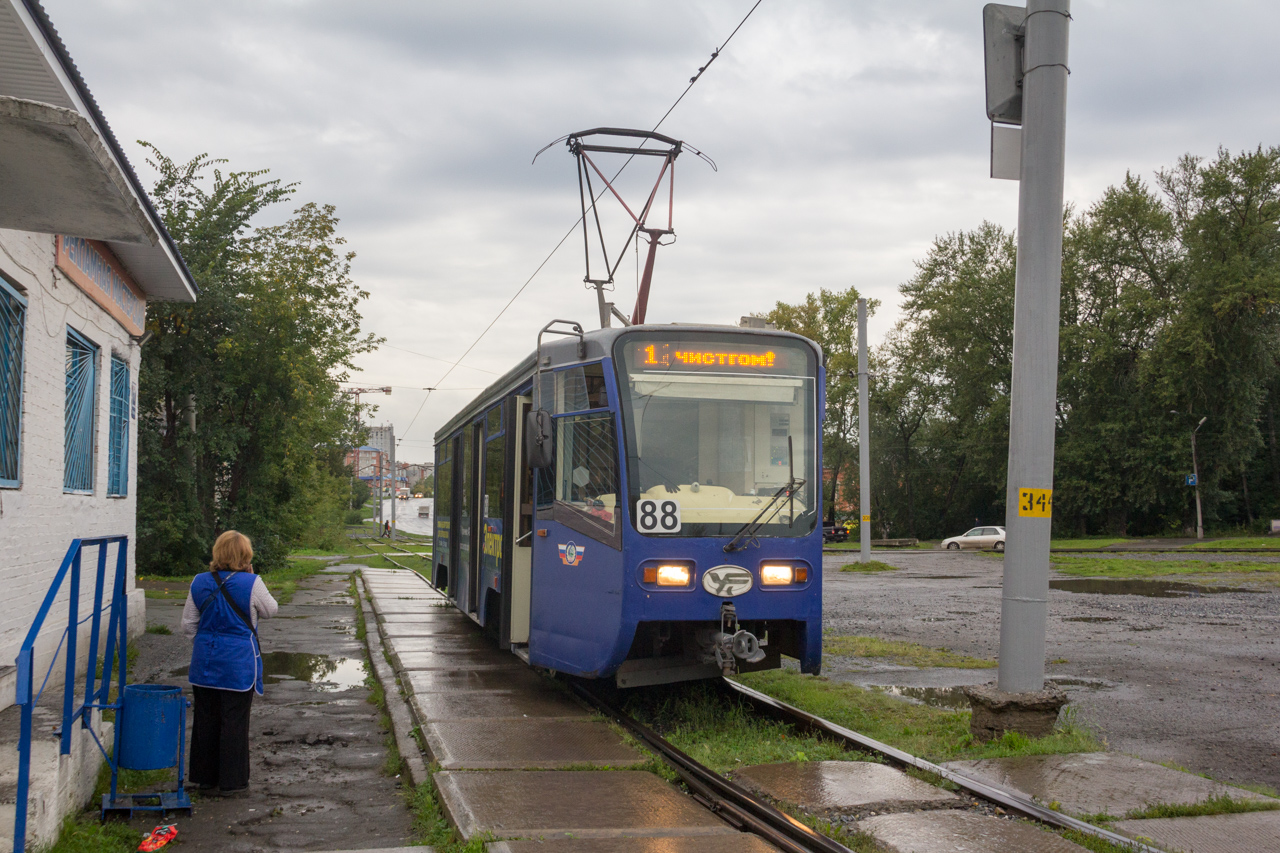
KTM-19（2022年撮影）